# Marsac (Tarn-et-Garonne)
Marsac é uma comuna francesa na região administrativa de Occitânia, no departamento de Tarn-et-Garonne. Estende-se por uma área de 14,89 km². Em 2010 a comuna tinha 186 habitantes (densidade: 12,5 hab./km²).